# Чёрный Протуберанец, или Нам нужна Анархия!
«Чёрный Протуберанец, или Нам нужна Анархия!» — шестой альбом российской группы «Электрические Партизаны» и 14-й авторский альбом Вадима Курылёва.

## О создании
Записано на Петербургской Студии Грамзаписи. Запись, сведение — Владимир Носырев. Инженер — Юрий Богданов. Мастеринг — Кира Малевская. Презентации альбома прошли 7 сентября в клубе «Шоколадная фабрика» в Москве с участием Сергея Летова и 15 сентября 2012 года в клубе Санкт-Петербурга «Money Honey».
Содержание: бунт против государства, капиталистической системы, глобализации, фашизма в России, за социальную революцию и анархистскую модель развития человечества. Идёт прямая отсылка к идеям Бакунина и Кропоткина, а также левого террора. На первом месте теперь боец Чёрного блога, с коктейлем молотова, мстивший власть имущим за эксплуатацию и угнетение населения. В записи приняли участие Михаил Нефёдов и Иван Васильев. Специально был приглашён Сергей Летов, который записал свои партии в Москве и выслал треки в Санкт-Петербург.
Эта работа, с одной стороны, продолжила линию прошлого альбома («Ожог» передал эстафету «Бойцу Чёрного Блога»), с другой, привнесла психоделический и фри-джазовый компоненты. Опыт протестного музыкального творчества Вадима Курылёва и Сергея Летова воплотился ещё в проекте «Killdozer». Кроме того, наблюдается незначительная доля регги. Призыв в клочья рвать имперские флаги звучит чаще под хардкор и ска-панк. Заметно влияние Crass, U.K. Subs, The Exploited, Dead Kennedys, Black Flag, Circle Jerks, Verbal Assault, Bad Religion, NOFX, Pennywise, Stage Bottles, Rise Against и Anti-Flag.
Песня «Разные люди» (это собирательный образ, но посвящается, в первую очередь, участникам одноимённой группы) не имеет тезисов анархии и является размышлением по поводу действительного положения вещей — нереально изменить и спасти мир в лабиринтах больших городов. «Нам нужна Анархия!!!» была впервые показана как клип содружества «Партизаны Панка»
«Три дня Йорга» — данная вещь связана с романом Бернхарда Шлинка «Три дня». В книге рассказывается о первых трёх днях на свободе пожизненно осужденного, но, после двадцати четырёх лет заключения, помилованного немецкого террориста, одного из лидеров ультралевой экстремистской организации «Фракция Красной Армии», которая, на протяжении почти трёх десятилетий, вела с властями «городскую партизанскую войну». Это оказывается нелёгким испытанием для Йорга и его старых друзей — бывших единомышленников, собравшихся чтобы помочь ему адаптироваться в новой жизни. В прошлом были дерзкие похищения и убийства, угон самолета, борьба за вызволение из тюрем товарищей, ультиматумы правительству, постоянный риск, фанатичная вера в идею, а потом почти четверть века в тюремной камере. Главный вопрос — смысл жизни.
Присутствует ненормативная лексика в «Маргинале» и «Нам нужна Анархия!!!».
Гитары в студии (Gibson Les Paul Studio и Gibson Explorer Traditional Pro) записаны без примочек, их заменяет звук усилителя Marshall JCM900. При записи 5-струнного баса Steinberger Synapse использован овердрайв Boss ODB.
На песню «Чёрный Протуберанец» в 2013 году был снят клип, монтаж — БАксStudio, режиссёр — Борис Аксёнов.
Второй клип — «Маргинал», 2014 год, режиссёр, монтаж — Антон Косенко, оператор-постановщик — Юрий Дизордер, спецэффекты — Александр Фрост; в ролях: Игорь Чепкасов, Андрей Васильев, Михаил Новицкий, Дима Краш, Евгений Ильмов, Саша Анисимов, Станислав Максимов, Аня Серебрякова, Аня Королёва; Электрические партизаны: Вадим Курылёв, Михаил Нефёдов, Дмитрий Ковалёв, Сергей Летов.
В 2011 году Курылёв обозначил альбом «Р.В.И.» как завершающий анархо-трилогию группы и переход к другому периоду в творчестве. Однако с выходом «Чёрного протуберанца» «возможно, это дополнительный четвёртый том, наш эпилог». Логичнее выглядит ситуация, когда в таком случае возникает би-сайд. Автор говорит на языке активной леворадикальной молодежи и анархистов, поэтому альбом сыгран в жёстком панк-хардкоре. Однако, между строк и риффов прослеживается мысль, что «старики» в этой теме чужие.
19 октября 2020 года песня «Левый террор» была включена в Федеральный список экстремистских материалов.

## Обложка
Дизайн обложки — Юлия Левченкова. Изображены знак анархии, сцена из массовых беспорядков, где человек в маске готовится бросить в серую толпу полицейских камень. Красно-чёрный цвет — это анархо-синдикализм.

## Список композиций
Музыка и тексты — Вадим Курылёв
1. Чёрный протуберанец
2. Fuck the System Jazz
3. Левый террор
4. Отчизна
5. Право на смерть
6. Бесы
7. Р.В.И.
8. Анархия — наша Родина
9. Боец Чёрного Блога
10. Разные люди
11. Убедись в том, что ты свободен
12. Болельщик
13. Маргинал
14. Три дня Йорга
15. Нам нужна Анархия!!!

## Участники записи
- Вадим Курылёв — гитары, органола, вокал, бэк-вокал
- Михаил Нефёдов — барабаны
- Егор Панков (Игорь Дерюгин) — бас-гитара
- Сергей Летов — саксофон
- Иван Васильев — труба
- Олег «Черепах» Липович, Матвей Огулов (Алексей Марочкин) — вокал (15)